# Diecezja farerska

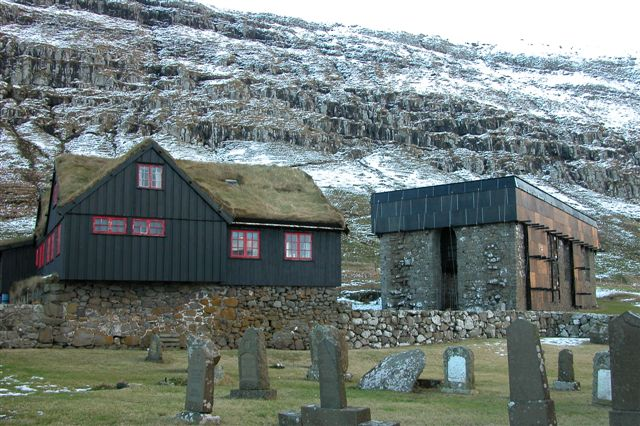
Kirkjubøargarður, rezydencja biskupów farerskich

Diecezja farerska (łac.: Dioecesis Fareyensis) – historyczna diecezja rzymskokatolicka na Wyspach Owczych ze stolicą w Kirkjubøur.

## Historia
Zaprowadzenie chrześcijaństwa na Wyspach Owczych opisuje Saga o Wyspach Owczych (Færeyinga Saga). Według niej w 999 nową religię na Wyspy przyniósł z polecenia króla Norwegii Olafa I Tryggvasona Sigmundur Brestisson.
Diecezja została erygowana w 1076 jako sufragania archidiecezji Bremy. W 1104 została podporządkowana archidiecezji Lund. Ostatecznie w 1152 stała się częścią nowo powstałej metropolii Nidarosu.
Około 1100 rezydencją biskupów stał się Kirkjubøargarður, istniejący do dziś jeden z najstarszych, stale zamieszkałych budynków z drewna na świecie.
W latach 1269–1308 biskupem diecezji był Erlendur, który m.in. jest uznawany za twórcę najstarszego dokumentu na Wyspach Owczych - Listu Owczego z 1298 roku. Był też inicjatorem budowy katedry św. Magnusa w Kirkjubøur. 
Ostatnim biskupem farerskim był  Ámundur Ólavsson, który w 1538 został przez króla Danii Chrystiana III zmuszony do opuszczenia urzędu, po ustanowieniu luteranizmu religią państwową. W 1540 biskupem został luteranin, Jens Gregoriussen Riber. Był on biskupem do 1556, kiedy to urząd został zniesiony.

## Biskupi
Lista biskupów farerskich:
- 1086–1116: Gudmund
- Orm
- 1116–1158: Mathias
- 1162–?: Roe
- ?–1212: Svend
- 1216–1237: Sverker
- 1237–1243: Bergsven
- Nikolaus

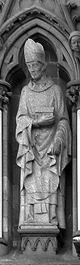
Rzeźba biskupa Erlendura na fasadzie Nidarosdomen

- 1246–1257: Peter, następnie biskup Bergen
- 1267–1268: Gaute
- 1269–1308: Erlendur
- 1309–1316: Lodin
- 1320–1342: Signar
- 1342–1348: Håvard
- 1348–?: Arne
- 1359–?: Arne Svæla
- Rikard
- William Northbrigg OP
- 1391–? Vigbold OFM
- 1407–?: Jon OP
- 1431–?: Severinus OFM
- 1435–?: Jon Høvdingen OFM
- 1442–1453: Hemming
- 1453–?: Jon
- 1533–1538: Ámundur Ólavsson, zmuszony do opuszczenia urzędu